# Гончар Іван Макарович
Іва́н Мака́рович Гонча́р (27 січня (9 лютого) 1910 , Лип'янка, Київська губернія  — 18 червня 1993 , Київ ) — український, радянський скульптор, графік, маляр, фольклорист, етнограф, колекціонер. Заслужений діяч мистецтв УРСР (1960), народний художник УРСР (1991). Лавреат Державної премії УРСР ім. Т. Шевченка (1989).

## Біографія
Народився 9 лютого (27 січня за старим стилем) 1910 року в багатодітній (8 дітей) селянській родині в селі Лип'янка, тепер Шполянський район, Черкаська область, Україна.
Навчаючись у 4-му класі, здобув 1-ше місце на районній художній виставці.
1927 року до його села приїхав музикант і фольклорист Максим Коросташ, який, дізнавшись про талановитого хлопця, взяв його під свою опіку, допоміг поступити в Київську художньо-індустріальну школу й оселив у своїй квартирі на Гоголівській вулиці. У цей час І. Гончар мав змогу зустрічатися з музикознавцем Климентієм Квіткою та письменницею Оленою Пчілкою.
1930 року закінчив Київську художньо-промислову школу (майстерня В. Климова).
У 1931–1936 роках навчався в Київському інституті агрохімії та ґрунтознавства.
У 1937 році представив свою першу самостiйну роботу — скульптуру «Давид Гурамiшвiлi» — на Всеукраїнськiй виставцi «Квiтуча соцiалiстична Україна».
Як скульптор виступив у 1930-х роках роботою «Шевченко у дяка».
За участь у Другій світовій війні, яку закінчив у Берліні, отримав орден Вітчизняної війни II ступеня, медалі «За відвагу», «За перемогу над Німеччиною». По закінченні війни йому вдалося попрацювати пів року у Віденській академії мистецтв, де готували виставку «Бойові епізоди Великої Вітчизняної війни у творах художників фронтовиків» На виставці, яка відкрилася у Відні 1945 р., експонували дві скульптурні композиції — «Гранатометник» та «З поля бою». Поїздив містами Європи, замальовуючи її архітектурне обличчя.
Працював у галузі станкової та монументальної пластики. Скульптурним творам Гончара притаманні сміливе моделювання форми, динамічні композиції, портрети — чітко окреслені характери.
До 1960-х років митець означив себе більше як скульптор, а не маляр.  Скульптурні роботи Гончара експонували на численних республіканських та всесоюзних художніх виставках (скульптурні портрети та постаті Т. Шевченка, М. Драгоманова, Н. Ужвій, А. Малишка та ін., водночас — портрети Героїв праці, ланкових й видатних радянських спортсменів). Надгробний пам'ятник народнiй художницi Катерині Бiлокур в її рідній Богданiвці, пам'ятник Григорію Сковородi — у Переяславі, Іванові Франку — в с. Копичинцях на Тернопiльщині, Тарасу Шевченкові — в с. Шешорах на Прикарпатті, Степанові Руданському — в с. Хомутинці на Вiнниччинi, погруддя Івана Котляревського — на подвір'ї будинку-музею письменника в Полтавi, пам'ятники Максимові Залiзняку та Іванові Гонті.

## Колекція
Зібрав велику колекцію етнографічних матеріалів, творів народного мистецтва. Створив перший в УРСР приватний музей, який облаштував у власному будинку, спорудженому на виділеній Спілкою художників УРСР землі — неподалік від Києво-Печерської лаври.
Експонати для музею збирав під час імпровізованих експедицій Україною. Колекція налічує 7 тисяч предметів: ікони, народний одяг, дерев'яні скульптури, музичні інструменти, іграшки, вироби з металу. Окремий масив колекції становлять 20 тисяч архівних світлин із різних регіонів України.
Музей було відкрито для загального огляду 1959 року. Невдовзі він став одним із найвідвідуваніших місць у Києві. Тут збиралися шістдесятники, сюди приходили закордонні гості. Навіть державні туристичні організації потайки водили до нього іноземців. З популярністю Гончара як колекціонера почав зростати й тиск на нього. Петро Гончар пригадує, що вже наприкінці 1960-х рр. були перші погрози — нарівні зі словесними атаками вдавалися й до конкретних дій: одного разу підпалили двері, згодом згоріла майстерня у дворі. Відверте роздратування першого секретаря ЦК КПУ Петра Шелеста викликала подвижницька діяльність Івана Гончара. Зібрана ним колекція унікальних етнографічних експонатів не поступалася за своєю цінністю збіркам ряду провідних державних музеїв. Петра Шелеста непокоїла та обставина, що «приватну збірку українського народного мистецтва в будинку скульптора І. Гончара систематично відвідують представники різних областей республіки, в тому числі націоналістично настроєні елементи, які використовують своє перебування там для ідеологічного впливу на відвідувачів». 1968 року Шелест підтримав комплекс заходів Комітету держбезпеки при РМ УРСР, які мали примусити Гончара передати зібрані ним старожитності до державних музеїв. Дізнавшись через рік, що музей І. Гончара продовжує існувати Шелест, звинуватив спецслужби у бездіяльності.
1972 року І. Гончара виключили з КПРС з одночасною вимогою передати збірку в державні музеї. Ця подія стала великим ударом для митця. Втратити партійний квиток означало втратити роботу, бо тоді все робилося через держзамовлення. «Його могли посадити, але на те не було вагомих причин: він не боровся з владою, правильно цитував думки Леніна щодо розвитку нації, — згадує Петро Гончар. — Звісно, його провокували: підсилали людей, які просили за валюту продати старожитності. І якби він продав, то це був би привід — торгує за валюту. Крім того, він був настільки впливовий своїм просвітництвом, що його знали за кордоном».

Надгробок Івана Гончара на Байковому кладовищі в Києві.

У серпні 1973 року за рішенням Київського бюро обласного комітету КПУ заборонено для демонстрування кінострічку «Соната про художника», присвячену відомому українському скульптору і музейнику І. Гончару (режисер В. Шкурін).
На основі своєї збірки І. Гончар уклав альбом «Україна й українці» — певну місцевість ілюстрував фотографіями характерних типажів місцевих мешканців, замальовками церков і жител, зразками вишивки, ткацтва, гончарства. Все це супроводили підписи, зроблені каліграфічним почерком. З цієї праці утворилося 18 томів унікальних даних.
Помер від лейкемії в лікарні у Феофанії. Похований у Києві на Байковому кладовищі, поруч із могилами Івана Світличного та Івана Миколайчука. Того ж року (1993) хатній музей Івана Гончара став державним.

## Особисте життя
Влітку 1946 року одружився з дівчиною зі свого села Яриною Костенко, шлюб протривав близько року. Як пригадують його знайомі, скульптор не любив про це згадувати.
Його близьким другом і супутником життя була Аделя Петрівна Юрченко, хатня робітниця, що прожила в домі Гончара понад 30 років (пережила його на півроку).
Не маючи формально сім'ї, Іван Гончар усиновив Петра, сина свого рідного брата. Нині Петро Гончар — художник, директор УЦНК «Музей Івана Гончара».

## Твори
Є автором:

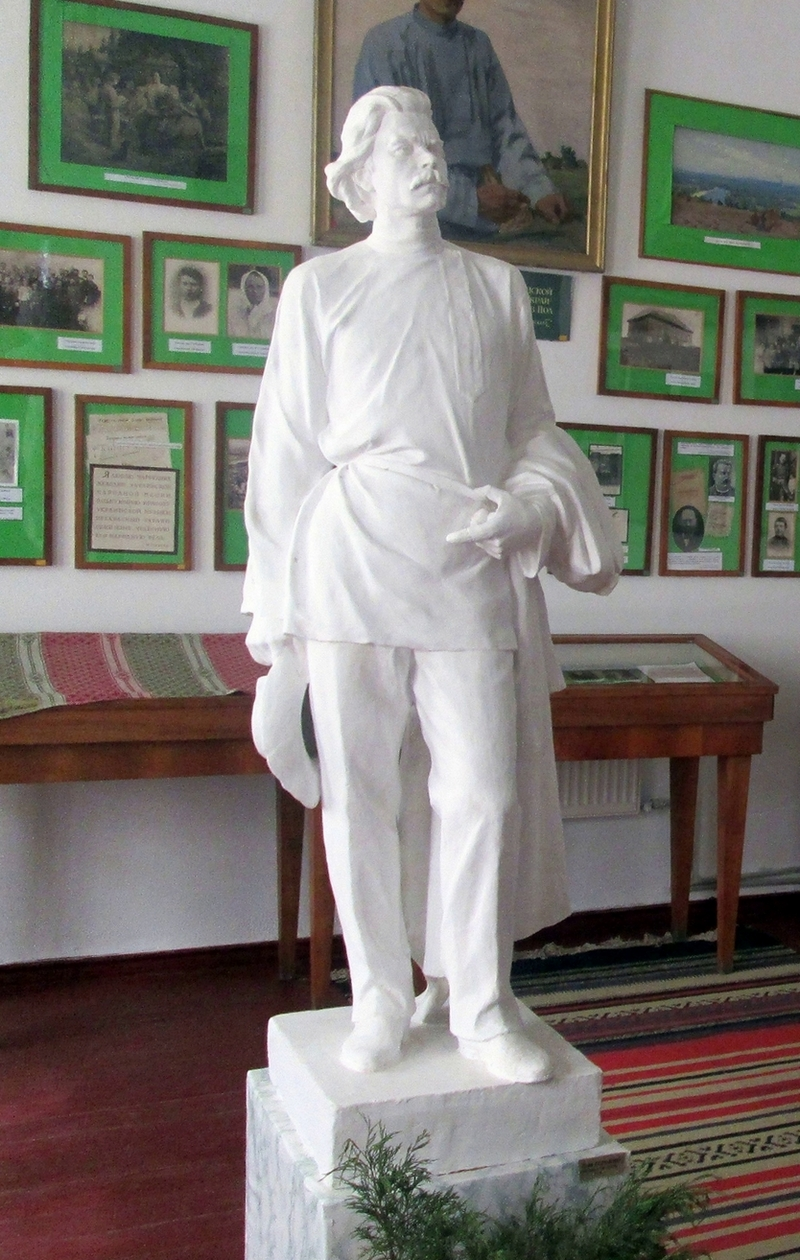
Максим Горький. Гіпс. Мануйлівський літературно-меморіальний музей Максима Горького (с. Верхня Мануйлівка)

- пам'ятників і скульптурних портретів діячів літератури, мистецтва й науки:
  - В. Сосюрі (1947);
  - О. Гончару (1949);
  - А. Малишку (1949);
  - молодому Т. Шевченкові (1950, мармур, зберігається у фондах Третьяковської галереї в Москві);
  - М. Горькому (Ялта, 1956);
  - М. Коцюбинському (1958);
  - Лесі Українці (1959);
  - Т. Шевченкові (Шешори; 1964);
  - У. Кармелюку (1964);
  - І. Гонті (Гонтівка, 1973);
  - С. Васильченку (Ічня, 1978);
  - Є. Патону (1953);
  - І. Бридьку (1957);
- живописних портретів: Б. Хмельницького, М. Заньковецької, Леся Курбаса, Б. Олійника, Н. Матвієнко, А. Солов'яненка та інших (усі — 1985–1991);
- композиції «Тарас-водоноша» (1939);
- горельєфів:
  - «Переяславська Рада» (1954, встановлений у Переяславі);
  - «Берегиня», «Ярило» (1985—1990);
- серії живописних історично-етнографічних робіт:
  - «Весілля в Україні»;
  - краєвидів «Мальовнича Україна» (1960-ті роки);
- нарисних типажів із різних регіонів України тощо.

### Пам'ятник Гонті і Залізняку
Талановитий митець також розробив проект пам'ятника «Гонті і Залізняку». Але втілення його у життя було затримано,,,.

## Продовження справи Івана Гончара

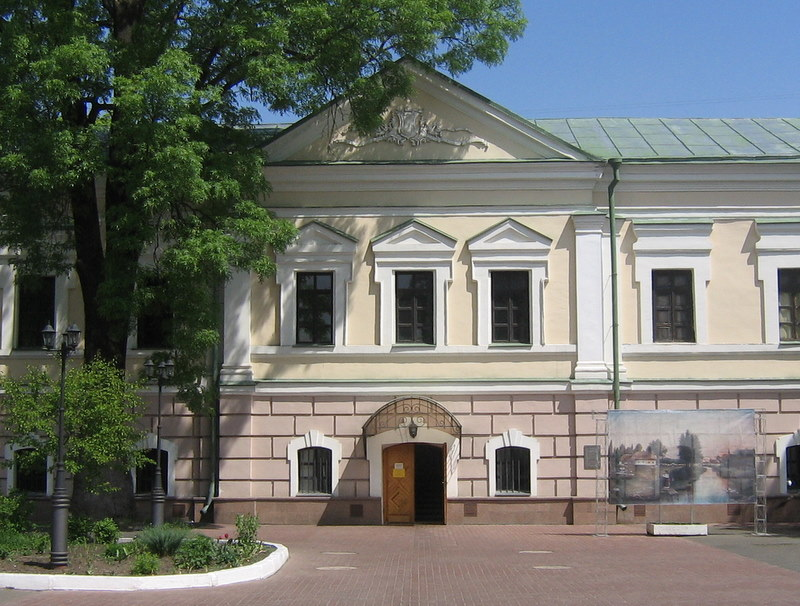
Музей Івана Гончара

1993 року на базі приватної колекції Івана Гончара засновано Український центр народної культури «Музей Івана Гончара» — державний всеукраїнський спеціалізований науково-дослідний культурно-освітній заклад, розташований у Києві по вул. Івана Мазепи, 29 (колишня канцелярія генерал-губернатора).
Із 18 томів альбому «Україна й українці» станом на 2011 р. вийшли друком три: «Україна й українці. Загальний том», «Україна й українці. Галичина, Буковина», «Україна й українці: Київщина Лівобережна». На вересень 2011 року заплановано вихід ще кількох томів.